# Martin Schwab (Poolbillardspieler)
Martin Schwab (* 1969 in Lahr) ist ein deutscher Poolbillardspieler. Er ist vierfacher Deutscher Senioren-Meister.

## Karriere
Bei der Deutschen Meisterschaft 2009 gewann Schwab mit Bronze im 14/1 endlos seine erste DM-Medaille und wurde anschließend Deutscher Meister im 9-Ball. Bei der Bundesmeisterschaft 10-Ball 2010 wurde er Dritter. 2011 verlor er im Finale gegen Andreas Rogowski. Bei der DM 2012 gelang es Schwab Deutscher Meister im 14/1 endlos und im 9-Ball zu werden, zudem wurde er Fünfter im 8-Ball.
Bei der EM 2013 wurde er mit der deutschen Mannschaft Senioren-Mannschafts-Europameister.
Bei der Deutschen Meisterschaft 2013 gewann er Bronze im 9-Ball und Gold im 10-Ball.